# Helius (Eurhamphidia) nigrofemoratus
Helius (Eurhamphidia) nigrofemoratus is een tweevleugelige uit de familie steltmuggen (Limoniidae). De soort komt voor in het Oriëntaals gebied.